# خيخه
خيخه (بالصينية: 黑河市 )‏ هي مدينة على مستوى محافظة، في جمهورية الصين الشعبية، تتبع هيلونغجيانغ، بلغ عدد سكانها 1,750,000 نسمة، تبلغ مساحتها 66,802.7 كيلومتر مربع، رمزها البريدي هو 164300.

## مدن توأم
المدن التوأم:
- بلاغوفيشتشينسك
- كيكيهار
- كراسنويارسك.

## التقسيمات الإدارية
- Aihui District [الإنجليزية]‏
- Nenjiang City [الإنجليزية]‏
- Xunke County [الإنجليزية]‏
- Sunwu County [الإنجليزية]‏
- بيؤان
- Wudalianchi [الإنجليزية]‏.

## أعلام
- شو فو